# Полтавська обласна державна адміністрація
Полтавська обласна державна адміністрація — місцева державна адміністрація Полтавської області, розташована за адресою вулиця Соборності, буд. 45, місто Полтава.
У зв'язку з широкомасштабним вторгненням Росії 24 лютого 2022 року набула статусу військової адміністрації.

## Історія

### Голови
1. Залудяк Микола Іванович — 31 березня 1992 року[3] — 2 вересня 1994[4] (як Представник Президента України у Полтавській області)
2. Залудяк Микола Іванович — 7 липня 1995[5] — 6 вересня 1996; 6 вересня 1996[6]— 3 червня 1998
3. Колесніков Олександр Олександрович — 3 червня 1998[7] — 2 листопада 1999
4. Кукоба Анатолій Тихонович — 2 листопада 1999[8] по 14 березня 2000
5. Томін Євген Фролович — 14 березня 2000[9] — липень 2003
6. Удовіченко Олександр Васильович — липень 2003—2005
7. Бульба Степан Степанович — 4 лютого 2005[10] — 26 травня 2006
8. Асадчев Валерій Михайлович — 26 травня 2006[11] — 26 березня 2010[12]
9. Удовіченко Олександр Васильович — 26 березня 2010 — 22 лютого 2014
10. Бугайчук Віктор Михайлович — 2 березня 2014 — 12 листопада 2014[13]
11. Головко Валерій Анатолійович — 30 грудня 2014 — 16 березня 2019[14],[15]
12. В.о. Товстий Роман Іванович — 16 березня 2019 — 11 червня 2019[16][17]
13. В.о. Пругло Олег Євгенович — 14 червня 2019[18] — 11 листопада 2019[19]
14. Синєгубов Олег Васильович — (11.11.2019 - 24.12.2021)
15. В.о. Лунін Дмитро Сергійович (24.12.2021 - 10.10.2023)[20]
16. Пронін Філіп Євгенович (10.10.2023-30.12.2024)[21][22]
17. В.о. Корольчук Богдан Леонідович (з 30.12.2024)

## Структура
| Уповноважена особа |                                                                              |                                                   |
| | Пронін Філіп Євгенович                                                       | Начальник Полтавської ОВА                         |
| Департамент економічного розвитку, торгівлі та залучення інвестицій Управління інфраструктури Департамент соціального захисту населення Департамент з питань оборонної роботи, цивільного захисту та взаємодії з правоохоронними органами |                                                                              |                                                   |
| Уповноважена особа |                                                                              |                                                   |
| | Калінін Максим Віталійович Заступник голови обласної державної адміністрації |                                                   |
| Департамент агропромислового розвитку Департамент екології та природних ресурсів Департамент соціального захисту населення Служба у справах дітей Юридичний департамент                                                                   |                                                                              |                                                   |
| Уповноважена особа |                                                                              |                                                   |
| | Бруслик Олексій Юрійович                                                     | Заступник голови обласної державної адміністрації |
| Управління інфраструктури та цифрової трансформації |                                                                              |                                                   |
| Уповноважена особа |                                                                              |                                                   |
| | Панченко Ігор Ігорович                                                       | Заступник голови обласної державної адміністрації |
| Апарат облдержадміністрації |                                                                              |                                                   |
| Уповноважена особа |                                                                              |                                                   |
| | Бойко Катерина Валеріївна                                                    | Керівник апарату обласної державної адміністрації |

## Керівництво[2]
- Голова Полтавської ОДА - начальник Полтавської ОВА  — Корольчук Богдан Леонідович в.о.
- Заступник голови ОДА – Калінін Максим Віталійович
- Заступник голови ОДА – Бруслик Олексій Юрійович
- Заступник голови ОДА, CDTO Полтавської області – Панченко Ігор Ігорович